# قائمة مطارات فلسطين
هذه قائمة بأسماء المطارات في دولة فلسطين. لا توجد مطارات نشطة حاليا في الأراضي الفلسطينية.

## المطارات
| الرقم | الاسم                  | الموقع                    | إيكاو       | إياتا | الحالة |
| 1     | مطار ياسر عرفات الدولي | شوكة الصوفي، محافظة رفح   | LVGZ        | GZA   | افتتح عام 1998 كجزء من تطبيق اتفاقية أوسلو 2 واتفاقية واي ريفر. أغلق عام 2000 بأمر إسرائيلي بعد اندلاع الانتفاضة الفلسطينية الثانية، وعام 2001 دَمَرَه الجيش الإسرائيلي. |
| 2     | مطار غوش قطيف          | خان يونس، محافظة خان يونس | LLAZ        | GHK   | معطل منذ 2004م. |
| 3     | مطار القدس الدولي      | قلنديا، محافظة القدس      | OJJR / LLJR | JRS   | معطل منذ 2000م. |
| 4     | مطار مقيبلة            | مقيبلة، محافظة جنين       | --          | --    | معطل منذ الحرب العالمية الثانية. |